# You Get What You Give
You Get What You Give är en låt av New Radicals, utgiven som singel den 3 november 1998. Låten finns med på albumet Maybe You've Been Brainwashed Too, utgivet den 20 oktober 1998. "You Get What You Give" nådde första plats på bland annat Billboard Adult Alternative Songs.
Musikvideon, som regisserades av Evan Bernard, spelades in i Staten Island Mall.